# Lutila
Lutila je obec na Slovensku, v okrese Žiar nad Hronom v Banskobystrickém kraji.
První písemná zmínka o obci je z roku 1491. V obci je římskokatolický kostel svatého Ladislava z 15. století. V roce 2015 zde žilo 1 303 obyvatel.

## Polohopis
Území obce leží v oblasti Slovenského středohoří , konkrétně do Žiarské kotliny . Ze severu obklopují Lutilu Kremnické vrchy ( Jastrabská vrchovina ) a ze západu Nízký Vtáčnik. Obec je rozložena okolo soutoku až čtyř potoků ( Lehotského, Kosorínskeho, Slaskie a Kopernická ), které se slévají do potoka Lutilského.

## Kultura a zajímavosti

### Památky
- Římskokatolický kostel sv. Ladislava , jednolodní pozdnegotická stavba s polygonálně ukončeným presbytářem a predstavanou věží z let 1489 - 1491 . Kostel byl upravován v roce 1660. Stavba má hladké fasády členěné opěrnými pilíři a věž ukončenou barokní Helmico. V interiéru se nachází pozdně socha Madony z konce 15. století a barokní oltář sv. Jana Nepomuckého z roku 1757.
- Socha sv. Jana Nepomuckého, klasicistní socha na sloupu z 90. let 18. století.